# Coccocarpia palmicola
Coccocarpia palmicola är en lavart som först beskrevs av Kurt Sprengel, och fick sitt nu gällande namn av Arv. & D. J. Galloway. Coccocarpia palmicola ingår i släktet Coccocarpia och familjen Coccocarpiaceae.   Inga underarter finns listade i Catalogue of Life.

## Källor

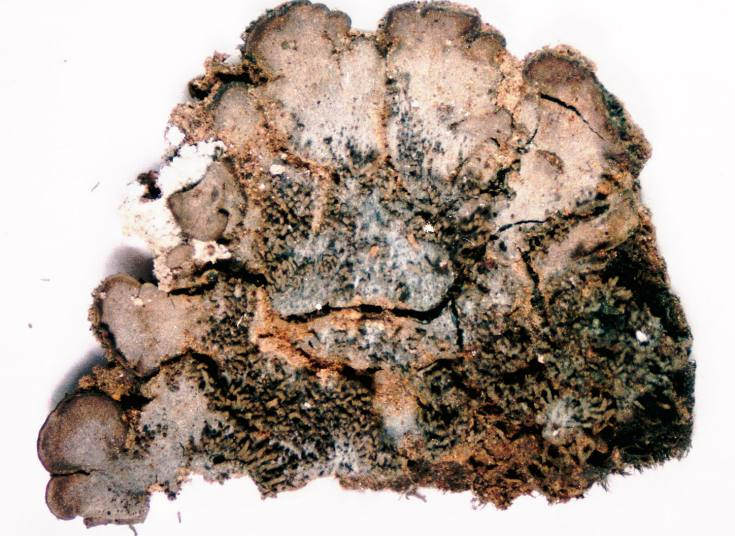
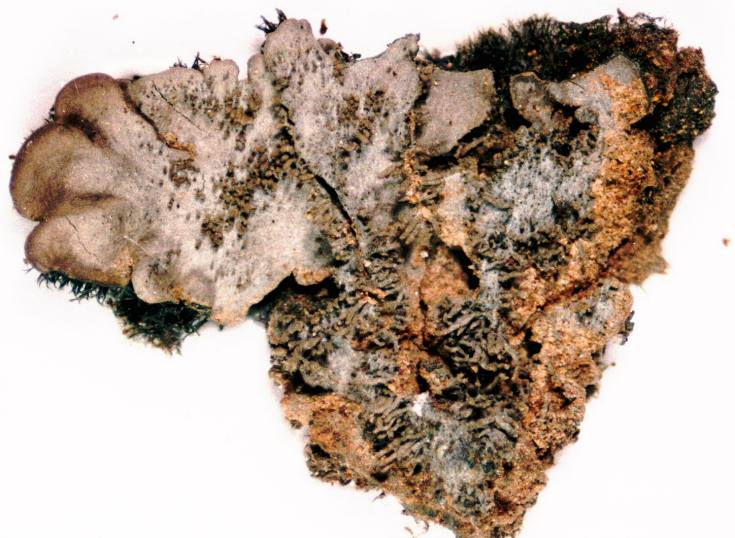
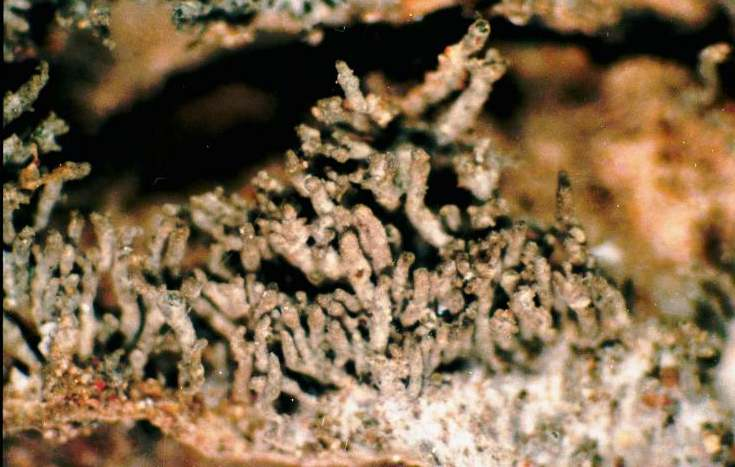
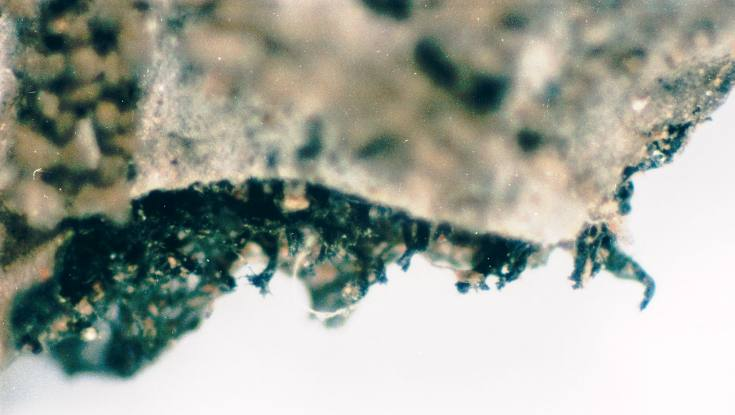
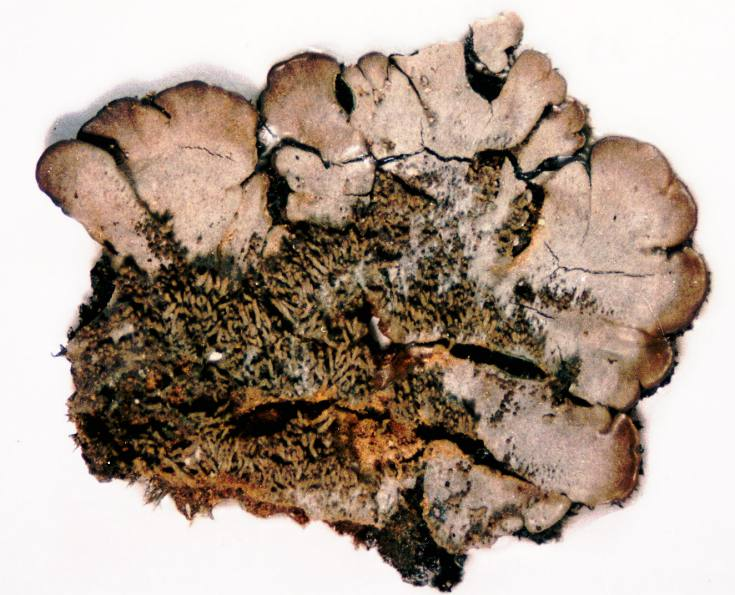